# Jugoslawische Fußballnationalmannschaft (U-21-Männer)
Die jugoslawische U-21-Fußballnationalmannschaft war eine Auswahlmannschaft jugoslawischer Fußballspieler. Sie unterlag der Fudbalski Savez Jugoslavije und repräsentierte ihn auf der U-21-Ebene, in Freundschaftsspielen gegen die Auswahlmannschaften anderer nationaler Verbände, aber auch bei der Europameisterschaft des Kontinentalverbandes UEFA. Spielberechtigt waren Spieler, die ihr 21. Lebensjahr noch nicht vollendet hatten und die Jugoslawische Staatsangehörigkeit besaßen. Bei Turnieren ist das Alter beim ersten Qualifikationsspiel maßgeblich.

## Geschichte
Jugoslawien gelang im dritten Anlauf, 1976, mit der U-23-Nationalmannschaft die Teilnahme an einer U-23-Europameisterschaft, doch man schied im Halbfinale vorzeitig aus. Nach der Neuausrichtung der Fußball-Jugendwettbewerbe der UEFA 1976 entschloss sich Jugoslawien zur Gründung einer eigenen U-21-Nationalmannschaft. Tatsächlich jedoch sind alle U-21-Nationalmannschaften U-23-Teams, da die Spieler zu Beginn der Qualifikation – also zwei Jahre vor Turnierbeginn – 21 Jahre alt oder jünger sein müssen. Bei der ersten U21-Europameisterschaft gelang Jugoslawien gleich der erste Triumph. An diesen Erfolg konnte die Mannschaft bis zu ihrer Auflösung nicht mehr anknüpfen. Zwar folgten noch eine Finalteilnahme (1990) und zwei Halbfinal-Teilnahmen (1980 und 1984), jedoch qualifizierte man sich gleich vier Mal nicht für die Endrunde (1982, 1986, 1988 und 1992).
Nach der Auflösung der Sozialistischen Föderativen Republik Jugoslawiens entstanden folgende Nachfolgemannschaften:
- Bosnisch-herzegowinische Fußballnationalmannschaft (U-21-Männer)
- Kroatische Fußballnationalmannschaft (U-21-Männer)
- Fußballnationalmannschaft von Nordmazedonien (U-21-Männer)
- Slowenische Fußballnationalmannschaft (U-21-Männer)
- Serbische Fußballnationalmannschaft (U-21-Männer)

### Teilnahmen U-23-Europameisterschaften
| 1972 | nicht qualifiziert |
| 1974 | nicht qualifiziert |
| 1976 | Halbfinale         |

### Teilnahme bei U-21-Europameisterschaften
| 1978 | Sieger             |
| 1980 | Halbfinale         |
| 1982 | nicht qualifiziert |
| 1984 | Halbfinale         |
| 1986 | nicht qualifiziert |
| 1988 | nicht qualifiziert |
| 1990 | Finale             |
| 1992 | nicht qualifiziert |

Bemerkung: Zwischen 1978 und 1992 wurde die Endrunde einer U-21-Europameisterschaft nicht in einem Land ausgetragen, sondern durch Hin- und Rückspiele in den jeweiligen teilnehmenden Nationen absolviert.